# Alina Zhidkova
Alina Vladímirovna Zhidkova (también escrito Jidkova; Moscú, Unión Soviética, 18 de enero de 1980) es una extenista rusa, conocida también con el apodo de Alinka.
Pese a no haber ganado nunca un título de la WTA y haber alcanzado el puesto número 51 en el ranking, Zhidkova ha vencido a grandes tenistas femeninas en su carrera, como Serena Williams, Jelena Janković, Mary Pierce, Samantha Stosur, Daniela Hantuchová o Amanda Coetzer.